# (760) Массинга
(760) Массинга (лат. Massinga) — астероид главного пояса, который принадлежит спектральному классу S. Он был открыт 28 августа 1913 года немецким астрономом Францем Кайзером в Гейдельбергской обсерватории и назван в честь немецкого астронома Адама Массингера.

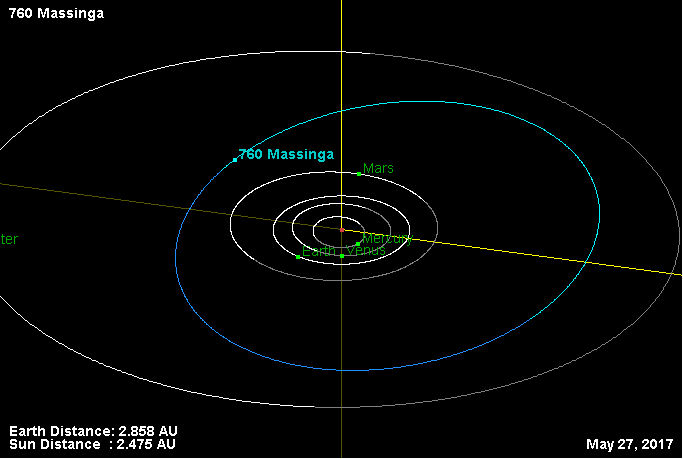
Орбита астероида Массинга и его положение в Солнечной системе